# 広島県道39号三次高野線
広島県道39号三次高野線（ひろしまけんどう39ごう みよしたかのせん）は、広島県三次市から庄原市を結ぶ県道（主要地方道）である。

## 概要

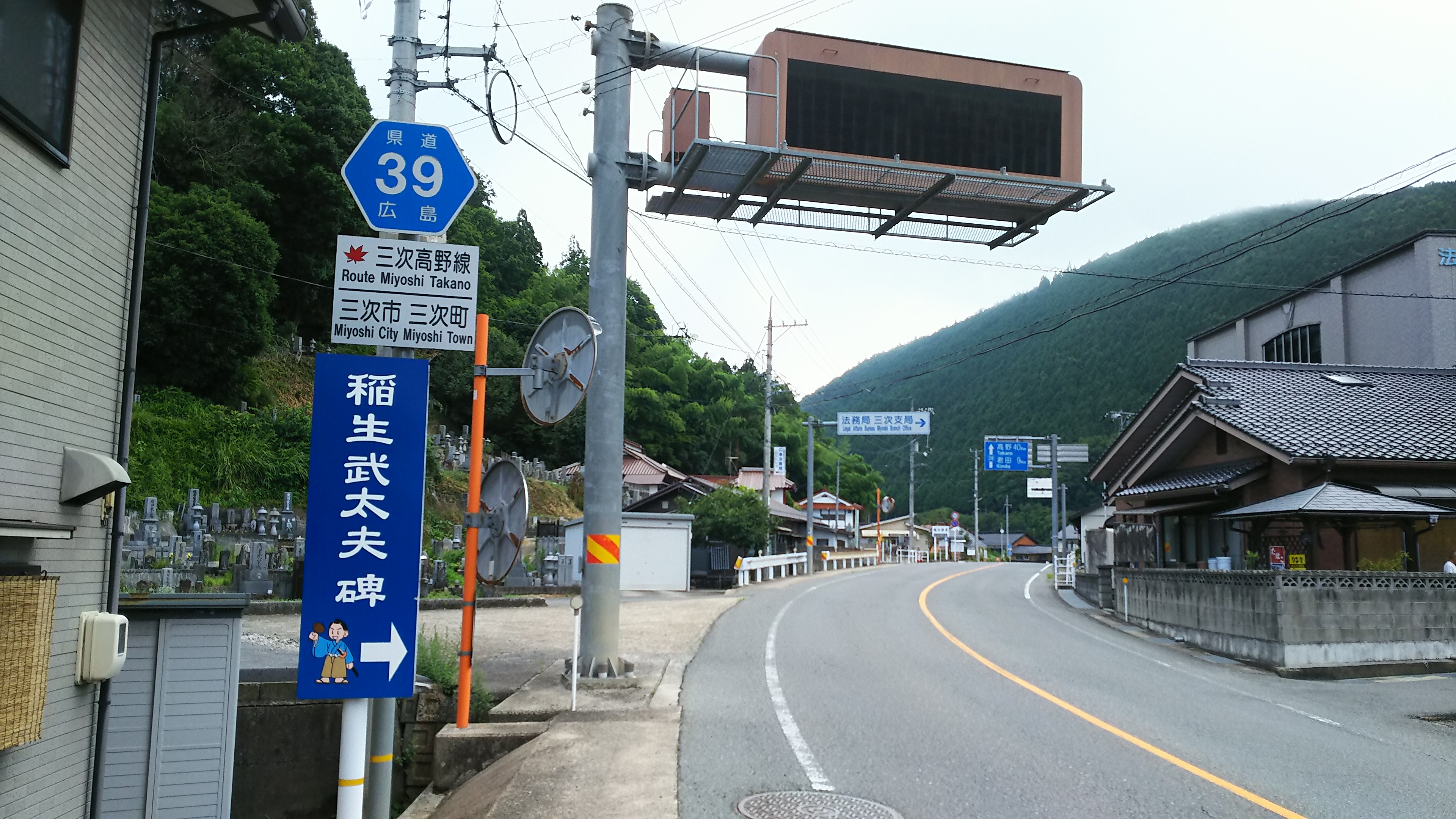
三次市三次町

広島県三次市十日市南1丁目から庄原市高野町新市を結ぶ。

### 路線データ
- 起点：広島県三次市十日市南1丁目（三次駅前交差点、国道183号（国道184号重複）・国道375号・広島県道228号三次停車場線交点）
- 終点：広島県庄原市高野町新市（国道432号・広島県道186号新市三次線・広島県道467号庄原新市線交点）
- 総延長：約39.1 km
- 最高地点 : 標高639 m（札が峠=庄原市口和町竹地谷・庄原市高野町下門田 境）

## 歴史
- 1993年（平成5年）5月11日 - 建設省から、県道三次高野線が三次高野線として主要地方道に指定される[1]。
- 2010年（平成22年）4月8日 - 広島県告示第335号により三次市十日市南1丁目・三次駅前交差点 - 三次市三次町・太才町交差点間が延伸される。

## 路線状況

### 重複区間
- 国道375号（三次市十日市南1丁目・三次駅前交差点 - 三次市三次町・太才町交差点）
- 国道433号・国道434号（三次市三次町・巴橋東詰交差点 - 三次市三次町・太才町交差点）
- 広島県道62号庄原作木線（三次市君田町東入君 - 庄原市口和町大月・大月交差点）

### 道の駅
- ふぉレスト君田（三次市君田町）
- たかの（庄原市高野町）

## 地理

### 通過する自治体
- 三次市
- 庄原市

### 交差する道路
| 交差する道路                                                              | 市町村名 | 交差する場所                   | 交差する場所                 |
| ------------------------------------------------------------------------- | -------- | ------------------------------ | ---------------------------- |
| 国道183号 国道184号 重複 国道375号 重複区間起点 広島県道228号三次停車場線 | 三次市   | 十日市南1丁目                  | 三次駅前交差点 / 起点        |
| 国道433号 重複区間起点 国道434号 重複区間起点                             | 三次市   | 三次町                         | 巴橋東詰交差点               |
| 広島県道・島根県道112号三次江津線                                         | 三次市   | 三次町                         | 三次町交差点                 |
| 広島県道434号和知三次線                                                   | 三次市   | 三次町                         | 三次中学校入口交差点         |
| 国道375号 重複区間終点 国道433号 重複区間終点 国道434号 重複区間終点      | 三次市   | 三次町                         | 太才町（ださいちょう）交差点 |
| 広島県道186号新市三次線                                                   | 三次市   | 西河内町                       |                              |
| 広島県道62号庄原作木線 重複区間起点                                       | 三次市   | 君田町東入君（ひがしいりぎみ） |                              |
| 広島県道435号木呂田本郷線                                                 | 三次市   | 君田町東入君                   | 君田支所前交差点             |
| 広島県道456号下門田泉吉田線                                               | 三次市   | 君田町泉吉田                   |                              |
| E54 松江自動車道                                                          | 庄原市   | 口和町大月                     | 2 口和IC                     |
| 広島県道62号庄原作木線 重複区間終点                                       | 庄原市   | 口和町大月                     | 大月交差点                   |
| 広島県道456号下門田泉吉田線                                               | 庄原市   | 高野町下門田（しもんで）       |                              |
| E54 松江自動車道                                                          | 庄原市   | 高野町下門田                   | 3 高野IC                     |
| 国道432号 広島県道186号新市三次線 広島県道467号庄原新市線                 | 庄原市   | 高野町新市                     | 終点                         |

### 沿線にある施設など
- 江の川